# Kraloo (Eursinge)
Kraloo is een buurtschap in de gemeenten De Wolden en Westerveld, in de Nederlandse provincie Drenthe. Kraloo ligt aan de rand van het Dwingelderveld.
De dichtstbijzijnde plaats is Eursinge op zo'n kilometer ten zuidoosten van Kraloo. Qua adressering behoort het ook tot deze plaats, een klein deeltje valt onder Dwingeloo in de gemeente Westerveld.
In de buurtschap bevindt zich een schaapskudde die bijdraagt aan het beheer van de heide. De buurtschap is een beschermd dorpsgezicht.